# Ернест Маліновський
Ернест Маліновський, (пол. Ernest Malinowski; 5 січня 1818, Ружична  — 2 березня 1899, Ліма) — польський залізничний інженер. Побудував одну із найвисокогірніших залізниць у світі в Південній Америці. Національний герой Перу.

## Народження
Був сином Якуба Маліновського, багатого шляхтича, що володів великою кількістю українських сіл на Поділлі та Волині, та Анни Швейковської, дочки Леонарда Марцина Швейковського, воєводи подільського.
За однією із версій народився 5 січня 1818 року в селі Ружична (нині частина м. Хмельницького), власником якого був його батько. Достеменно відомо, що Ернеста охрестили в с. Северини, Новоград-Волинського повіту.